# São Pedro (Reunião)
São Pedro (em francês:  Saint-Pierre) é a terceira maior comuna da Ilha da Reunião, departamento ultramarino da França que se localiza a leste de Madagáscar. A comuna, fundada em 1735, se localiza na porção sudoeste da ilha.
São Pedro é sede da administração das Terras Austrais e Antárticas Francesas

## Bairros de São Pedro
- Basse-Terre
- Bassin Plat
- Bois d'Olives
- Les Casernes
- Bairro do centro de Saint-Pierre
- Grands Bois
- Ligne des Bambous
- Ligne Paradis
- Pierrefonds
- Ravine Blanche
- Ravine des Cabris
- Ravine des Cafres
- Mont Vert les Bas et les Hauts
- Terre Sainte
- Quartier de Condé

## Infraestrutura
- aeroporto internacional de Pierrefonds
- porto de pesca e de recreio

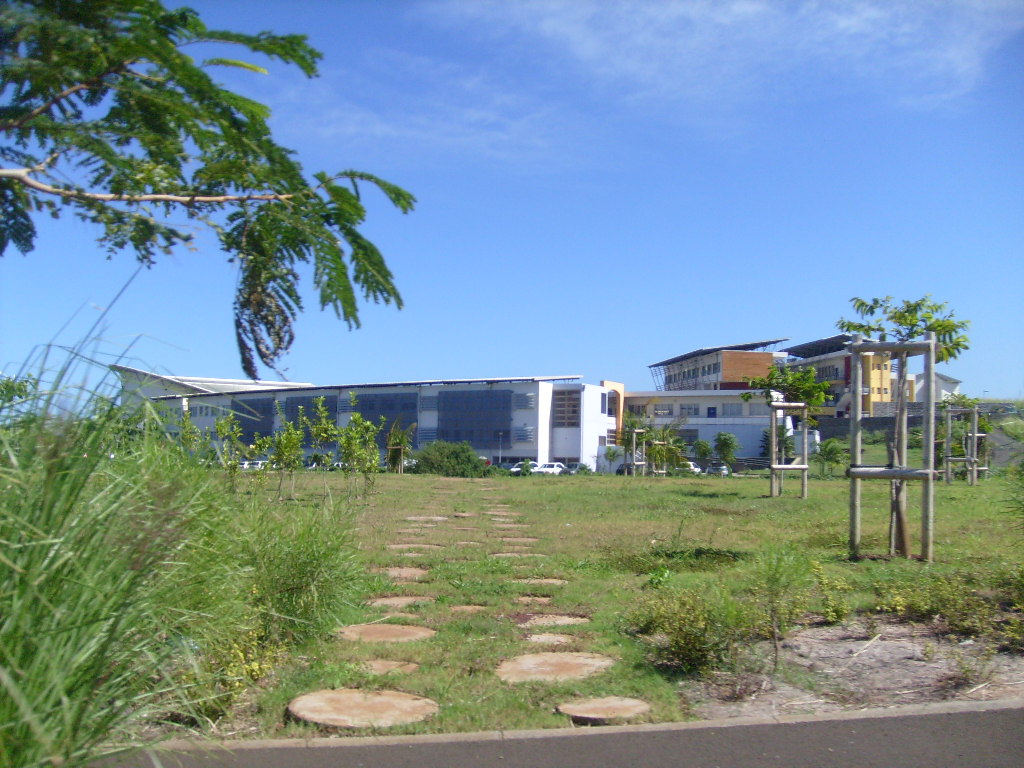
Instituto Universitario de Technologia de São Pedro
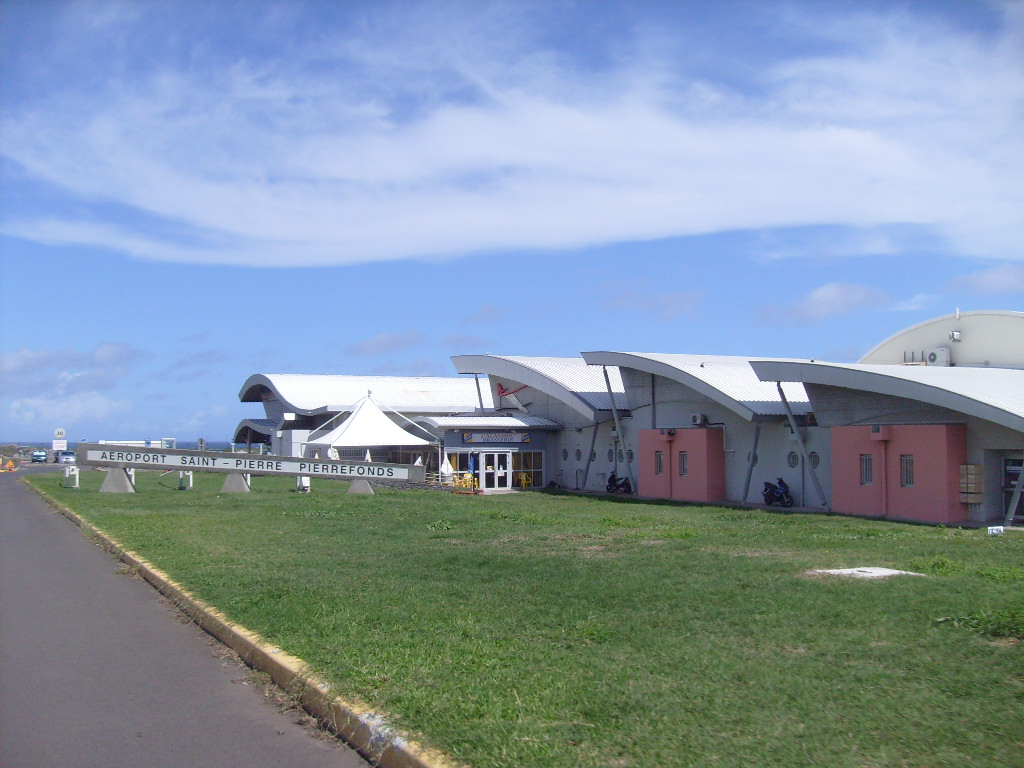
O aeroporto de Pierrefond - Saint-Pierre
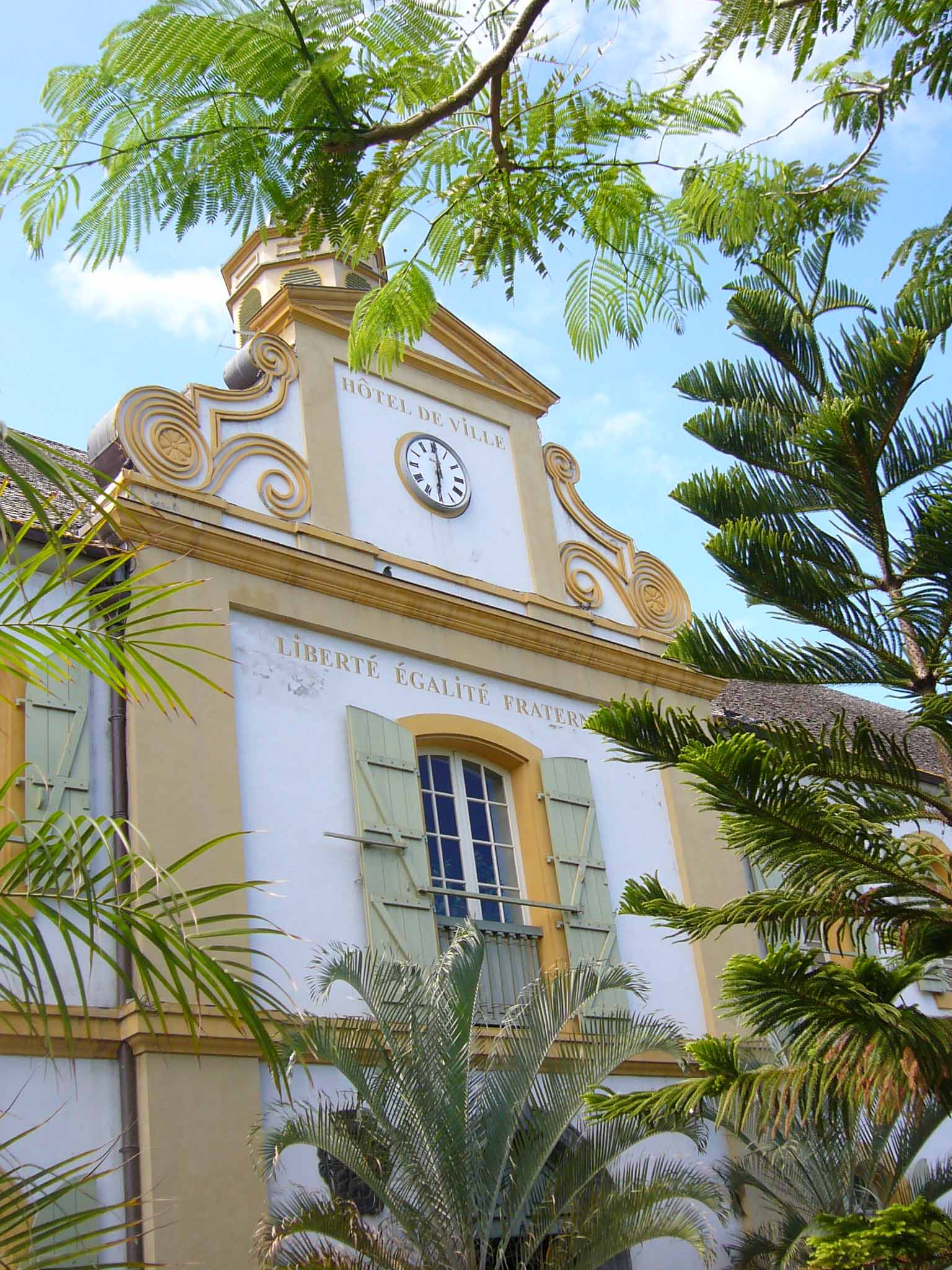
Prefeitura de São Pedro no antigo edificio a Companhia das Indias

## Cidadãos notórios
- Dimitri Payet, futebolista, jogador do Vasco da Gama

## Ligaçōes externas
- Site da prefeitura de Saint-Pierre
- Site do ofício de turismo do Sul de Reunião